# هجرس ذهبي
الهجرس الذهبي (الاسم العلمي:Cercopithecus kandti) (بالإنجليزية: Golden Monkey)‏ هو نوع من الحيوانات يتبع جنس الالهجرس من فصيلة سعادين العالم القديم.